# مترو بنما
مترو بنما (بالإسبانية: Metro de Panamá)‏ هو نظام نقل سريع يخدم مدينة بنما في بنما، تأسس هذا المترو في عام 2014، ويضم خطين و32 محطة وطوله 39.8 كيلومترًا.